# 硫酸金(II)
硫酸金(II)是一種化合物，化學式為AuSO
4或更準確的Au
2(SO
4)
2。這個化合物曾經被認為是多價化合物AuIAuIII(SO4)2，但後來被確認含有雙原子阳离子Au4+
2，使其成為第一個簡單無機金(II)化合物。陽離子中的金原子之間的鍵長為249 pm。

## 制备和性質
硫酸金(II)可以由硫酸和氢氧化金反應制备。硫酸金(II)在空氣中不穩定，會氧化成二硫酸根合金(III)酸（HAu(SO
4)
2）。

## 拓展阅读
- Paul Jerabek, Archa Santhosh, Peter Schwerdtfeger. . Inorganic Chemistry. 2022-08-22, 61 (33): 13077–13084  [2022-11-04]. ISSN 0020-1669. doi:10.1021/acs.inorgchem.2c01512. （原始内容存档于2022-11-04） （英语）.